# De Ronde Venen
De Ronde Venen este o comună în provincia Utrecht, Țările de Jos. 

## Localități componente
Amstelhoek, De Hoef, Mijdrecht, Vinkeveen, Streedishment, Waverveen, Wilnis.